# 楔形烷
楔形烷（英語：Cuneane）是一种饱和的环烷烃，化學式為C8H8。其英文名由拉丁文“cuneus”衍生，意為“楔子”。
楔形烷是立方烷的价键异构体。楔形烷的衍生物中，某些还具有液晶的性质。
八甲基楔形烷比较稳定。

## 制备
楔形烷可以由立方烷经由金属离子催化的σ迁移反应来制备，如Ag+与Pd2+均可催化此反应；直接加热亦可。
该反应是一个放热反应，因为楔形烷的张力能比立方烷小。
同样的反应也发生在高立方烷（C9H10）以及双高立方烷（C10H10）上。

## 几何特性

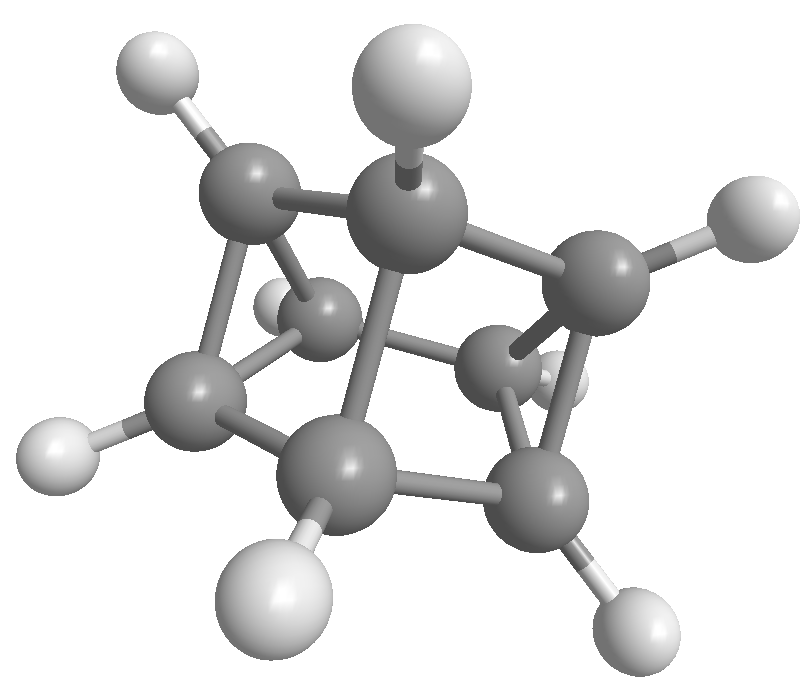
楔形烷的另一个3D模型图，表现出其楔形结构

在楔形烷中存在着三组化学环境相同的碳原子（下图中的A，B，C），这也已经被NMR方法所证实。化学环境相同的氢原子也有三组。楔形烷的碳骨架的分子图是一个正则图，并具有三组不等效的顶点。因此它也是数学化学中重要的测试不同算法的测试物。
类似的几何结构还出现在其他化合物中。如[Ni8(L14Naph)12](BF4)16这一配合物中，阳离子中的8个镍原子的相对位置就与楔形烷中碳原子的空间位置相同。